# Brazo
En anatomía humana, el brazo es el segundo segmento del miembro superior, entre la cintura escapular (que lo fija al tronco) y el antebrazo. Se articula con la primera en la escápula y con el segundo en el cúbito. 
El brazo también es la estructura análoga de un cuadrúpedo, en este caso es la pata delantera.
En lenguaje coloquial, el término brazo suele utilizarse para la extremidad superior completa —o anterior, según los casos—.
En ciencias políticas e historiografía, se utiliza brazo como sinónimo de estamento.
El hueso del brazo es el húmero, que se articula con la escápula en la cavidad glenoidea, y con el cúbito (ulna) y radio en su epífisis  distal.
- Músculos pectorales
  - Pectoral mayor
  - Pectoral menor.
  - Subclavio.
  - Serrato mayor.

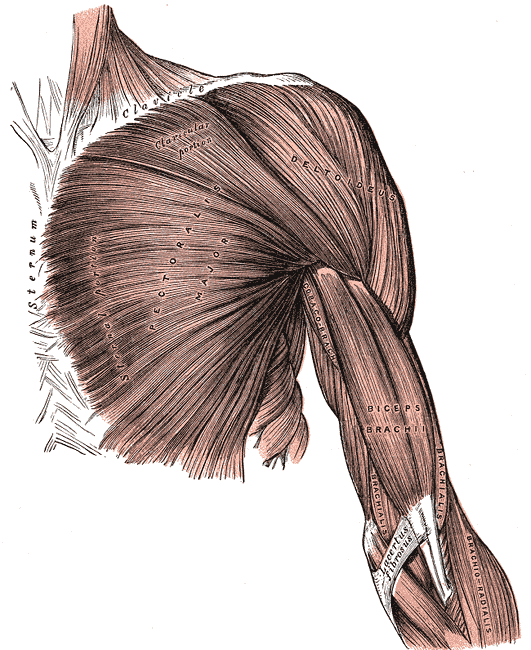
Músculos cara anterior.

- Músculos dorsales. Conectan el brazo con la columna vertebral.
  - Trapecio (superficial).
  - Dorsal ancho (superficial).
  - Elevador de la escápula (profundo).
  - Romboides mayor (profundo).
  - Romboides menor (profundo).

- Músculos del hombro. Se originan en la escápula y acaban en el húmero.
  - Supraespinoso.
  - Infraespinoso.
  - Redondo menor (teres menor).
  - Redondo mayor (teres mayor).
  - Subescapular.
  - Deltoides.
- Músculos del brazo.
- Grupo anterior (flexores del codo):
  - Bíceps braquial. Tiene dos porciones, larga y corta; es el músculo flexor del antebrazo.
  - Braquial anterior.
  - Coracobraquial. Por este músculo atraviesa el nervio músculo cutáneo
- Grupo posterior (extensor):
  - Tríceps braquial. Tiene tres porciones, larga, externa o vasto externo e interna o vasto interno; es el músculo extensor del antebrazo.
  - Ancóneo. Inserción proximal: cara posterior del epicóndilo lateral del humero. Inserción distal: cara lateral del olécranon y porción proximal posterior del cubito. Su inervación viene dada por el nervio radial  (C5-T1), y cumple la función de ayudar al tríceps braquial en la extensión del codo. Su irrigación proviene de la arteria humeral profunda.

## Expresiones relacionadas
- Dar el brazo a alguno. Ofrecérselo para que se apoye.
- Tener brazo. Tener sobrada robustez o fuerza.
- Dar un brazo. Dar algo bueno.
- No dar su brazo a torcer. No descubrir su flaqueza en una discusión.
- Quedar el brazo sano a alguno. Tener caudal de reserva, después de haber hecho considerables gastos o desembolsos.
- Ser el brazo derecho de alguien. Poseer toda su confianza, ser la persona de su mayor intimidad y aprecio.
- Brazo a brazo o Brazo por brazo. Cuerpo a cuerpo y con iguales armas.
- A brazo partido. Con los brazos solos sin usar de armas. A viva fuerza, de poder a poder.
- Abiertos los brazos o Con los brazos abiertos. Con el mayor placer, agrado y amor.
- Dar los brazos. Abrazar, estrechar.
- Estarse con los brazos cruzados. Permanecer ocioso cuando otros trabajan.
- Entregarse en brazos de alguien o ponerse en brazos de otro. Confiarse enteramente en él, contar a todo trance con él.
- Tener brazos. Contar con valedores o protectores, tener quien favorezca y patrocine para alguna cosa.
- Venirse o volverse con los brazos cruzados. Regresar alguno de una parte dada, sin haber hecho lo que le encargaron al salir.
- Para librarse de lazos, antes cabeza que brazos. Más puede maña que fuerza.[1]